# Majesty 2: The Fantasy Kingdom Sim
Majesty 2: The Fantasy Kingdom Sim — стратегія в реальному часі, розроблена 1C: Ino-Co та випущена Paradox Interactive. Гра була анонсована 18 квітня 2008 і випущена 18 вересня 2009. Вона є продовженням гри Majesty: The Fantasy Kingdom Sim від Cyberlore Studios.

## Ігровий процес
Основний ігровий процес Majesty 2 по суті такий самий, як і в оригінальній Majesty. Гравці беруть на себе роль «суверена», розміщуючи будівлі та набираючи юнітів, як і в інших стратегіях в реальному часі. Окремі юніти («герої»), однак, є напівавтономними; кожен з них має власну статистику та інвентар і взаємодіє з ігровим світом відповідно до специфічного для юніта штучного інтелекту (наприклад, мисливці будуть розвідувати невідомі області карти, в той час як воїни воліють атакувати або захищати локації). Гравець може впливати на дії героїв, призначаючи винагороду за певні дії, такі як дослідження місцевості або перемога над певним ворожим підрозділом, використовуючи різноманітні «прапори».  Вони також постачають героїв спорядженням та іншими предметами через торгові будівлі, що покращує здібності героя і дозволяє гравцеві повернути гроші, отримані героями за прапори та переможених ворогів.

### Мультиплеєр
На відміну від оригіналу, Majesty 2 не містить ні вільної гри, ні кооперативного мультиплеєра. Оскільки новий рушій не надає технічної можливості випадково генерувати мапи, малоймовірно, що буде передбачено режим вільної гри, подібний до того, який був в оригінальній грі. Однак у патчі 1.3 з'явилися випадкові неквестові лігва монстрів, а також місця для будівництва храмів і торгових постів. Патч також включав редактор мап.

### Ігрові доповнення та DLC
До гри було випущено три доповнення.
1. Majesty 2: Kingmaker («Majesty 2: Трон Арданії») - перше доповнення до Majesty 2: The Fantasy Kingdom Sim. Особливості: Кампанія «Повернення Грум-Гога», що складається з восьми місій. Королівський редактор - інструмент для створення сценаріїв. Нові вороги арданської корони.
2. Majesty 2: Battles of Ardania («Majesty 2: Битви Арданії») - друге доповнення до Majesty 2: The Fantasy Kingdom Sim. Кампанія «Спадкоємці ночі», що складається з восьми місій, у якій правителю Арданії доведеться боротися з невідомою загрозою, захищати рубежі та розширювати кордони держави. Чотири нові багатокористувацькі місії. Нові вороги арданської корони.
3. Majesty 2: Monster Kingdom («Majesty 2: Королівство Монстрів»), на території СНД поширювалася в складі видання Majesty 2: Bestseller.

## Відгуки
Гра зайняла третє місце в номінації «Стратегія року» (2009) журналу «Ігроманія». Було відзначено, що Majesty 2 не сіквел, а тривимірний ремейк оригінальної Majesty: The Fantasy Kingdom Sim. Але попри те, що гра виглядає консервативно, некрасиво і без смаку «ніяка інша стратегія сьогодні так само переконливо не вселить вам, що ви - Правитель.»